# Person of Interest
Person of Interest (Kẻ tình nghi) là một phim truyền hình thuộc thể loại khoa học viễn tưởng phá án được tạo ra bởi Jonathan Nolan khởi chiếu lần đầu vào ngày 22 tháng 9 năm 2011, trên kênh CBS. Bộ phim xoay quanh John Reese do Jim Caviezel thủ vai, một cựu tình báo viên cho CIA, người được thuê bởi tỷ phú bí ẩn Harold Finch do Michael Emerson thủ vai,để ngăn chặn các tội phạm tại New York. Mùa thứ 4 được khởi chiếu vào ngày 23 tháng 9 năm 2014.